# اچ‌ام‌اس لمرتون (ال۸۸)
اچ‌ام‌اس لمرتون (ال۸۸) (به انگلیسی: HMS Lamerton (L88)) یک کشتی بود که طول آن ۸۵٫۳ متر (۲۷۹ فوت ۱۰ اینچ) بود. این کشتی در سال ۱۹۴۰ ساخته شد.